# Exoneura baxteri
Exoneura baxteri là một loài Hymenoptera trong họ Apidae. Loài này được Rayment mô tả khoa học năm 1956.